# Hagen (Segeberg)
Hagen es un municipio situado en el distrito de Segeberg, en el estado federado de Schleswig-Holstein (Alemania). Tiene una población estimada, a fines de septiembre de 2022, de 484 habitantes.
Está ubicado al sur de Neumünster y al norte de Hamburgo.